# John O. Voll
John Obert Voll (geb. 20. April 1936 in Hudson, Wisconsin) ist ein US-amerikanischer Historiker und Islamwissenschaftler. Er ist emeritierter Professor für Geschichte des Islams an der Georgetown University.
Voll studierte am Dartmouth College Geschichte (Bachelor of Arts 1958) und an der Harvard University Middle Eastern Studies (Master of Arts 1960). Anschließend lehrte er an der University of New Hampshire Geschichte, bis er 1969 in Harvard zum Doctor of Philosophy in Geschichte und Nahoststudien promovierte. Danach war er Assistant professor, ab 1974 Associate professor und ab 1982 ordentlicher Professor für nahöstliche und Weltgeschichte an der University New Hampshire in Durham.
Er wechselte 1995 an der Georgetown University in Washington, D.C., wo er bis zu seiner Emeritierung 2014 eine Professur für islamische Geschichte innehatte. Als Direktor des Prince Alwaleed bin Talal Center for Muslim-Christian Understanding war er Nachfolger des Gründungsdirektors John L. Esposito. Er selbst wiederum wurde von Jonathan A.C. Brown als Direktor abgelöst. Voll ist Experte für moderne islamische Geschichte, islamischen Modernismus, islamische soziale und politische Bewegungen, Geschichte des Sufismus, muslimisch-christliche Beziehungen in der Weltgeschichte sowie Konzeptualisierungen der Weltgeschichte. Er hat insbesondere zur neueren Geschichte des Sudan publiziert.

## Publikationen (Auswahl)
- (mit John L. Esposito) Islam and democracy after the Arab Spring. – New York : Oxford University Press, 2015
- (mit John L. Esposito) Islam and democracy. – New York [u. a.] : Oxford Univ. Pr, 1996
- The Sudan : unity and diversity in a multicultural state. – Boulder, Colo : Westview Press u. a., (1985)
- Islam : Continuity and change in the modern world. – Boulder, Col. : Westview Pr. [u. a.], (1982)
- Historical dictionary of the Sudan. – Metuchen, NJ [u. a.] : Scarecrow Press, 1978
- Islam as a Special World-System – uhpress.hawaii.edu
- Fundamentalism in the Sunni Arab World: Egypt and the Sudan. In: Martin E. Marty und R. Scott Appleby (Hrsg.): Fundamentalisms Observed (= The Fundamentalism project. Vol. 1). University of Chicago Press, Chicago/London 1991, S. 345–402 (eingeschränkte Vorschau in der Google-Buchsuche).
- Muḥammad Ḥayyā al-Sindī and Muḥammad ibn ʿAbd al-Wahhab: an analysis of an intellectual group in Eighteenth-Century Medina. In: Bulletin of the School of Oriental and African Studies. 38, 1975, S. 32–39.
- „Renewal and Reform in Islamic History: Tajdid and Islah“ in John L. Esposito (ed.): Voices of Resurgent Islam. Oxford University Press, New York u. Oxford, 1983. S. 32–47.
- Nehemia Levtzion and John O. Voll (eds.): Eighteenth-Century Renewal and Reform in Islam. Syracuse University Press, Syracuse, New York, 1987.
- John Obert Voll: The Sudanese Mahdi. Frontier Fundamentalist. In: International Journal of Middle East Studies 10, 1979, ISSN 0020-7438, S. 145–166.
- Introductory Account of Revival and Reform in Islam